# 캐딜락 GT4
캐딜락 GT4(영어: Cadillac GT4)는 제너럴 모터스에서 캐딜락 브랜드로 생산 중인 소형 럭셔리 크로스오버 SUV이다.

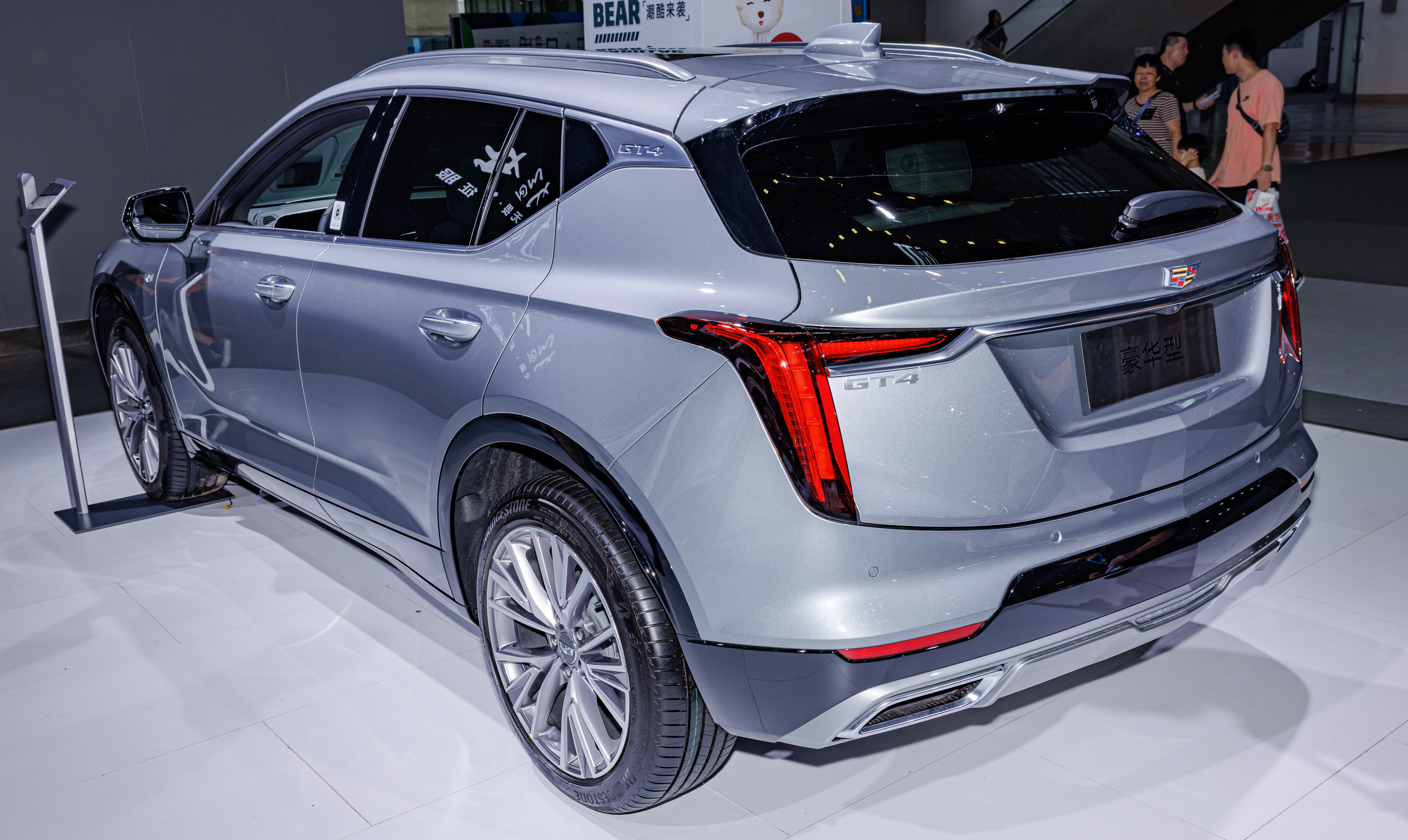
후면

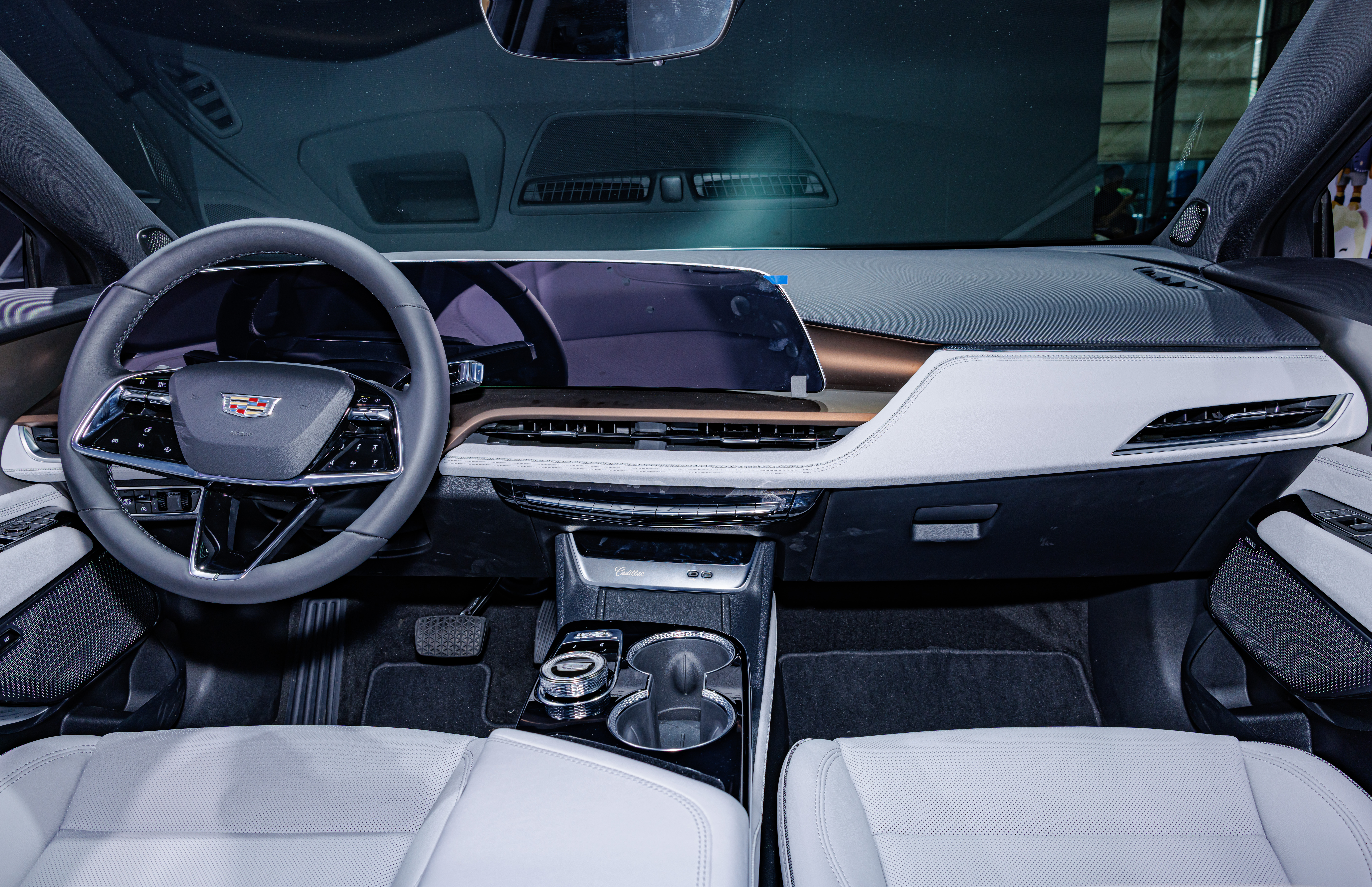
내부